# Taman
Taman (nepalski: तमान) – gaun wikas samiti w zachodniej części Nepalu w strefie Dhawalagiri w dystrykcie Baglung. Według nepalskiego spisu powszechnego z 2011 roku liczył on 680 gospodarstw domowych i 2871 mieszkańców (1613 kobiet i 1258 mężczyzn).